# Kenzó Óhaši
Kenzó Óhaši (21. dubna 1934 – 21. prosince 2015) byl japonský fotbalista.

## Klubová kariéra
Hrával za Toyo Industries.

## Reprezentační kariéra
Kenzó Óhaši odehrál za japonský národní tým v roce 1958 celkem 1 reprezentační utkání.

## Statistiky
| Japonsko | Japonsko | Japonsko |
| Roky     | Záp.     | Góly     |
| -------- | -------- | -------- |
| 1958     | 1        | 0        |
| Celkem   | 1        | 0        |